# Giải Oscar lần thứ 91
Lễ trao giải Oscar lần thứ 91 của Viện Hàn lâm Khoa học và Nghệ thuật Điện ảnh (AMPAS) nhằm tôn vinh những tác phẩm điện ảnh xuất sắc nhất năm 2018 đã diễn ra tại nhà hát Dolby, Hollywood, Los Angeles, California vào ngày 24 tháng 2 năm 2019. Tổng cộng 24 hạng mục của giải Oscar đã được trao trong buổi lễ này. Lễ trao giải được phát sóng trên truyền hình tại Hoa Kỳ bởi đài ABC, sản xuất bởi Donna Gigliotti và Glenn Weiss, và cũng do Glenn Weiss đạo diễn. Đây là lần đầu tiên kể từ giải Oscar lần thứ 61 năm 1989 lễ trao giải mới diễn ra mà không có người chủ trì, sau khi nghệ sĩ hài Kevin Hart tuyên bố rút lui khỏi vai trò này do lùm xùm liên quan đến phát ngôn kỳ thị người đồng tính trên mạng xã hội.

## Lịch trình
| Ngày                               | Sự kiện                                        |
| ---------------------------------- | ---------------------------------------------- |
| Thứ Hai, ngày 4 tháng 2 năm 2019   | Tiệc chiêu đãi dành cho những người được đề cử |
| Thứ Ba, ngày 12 tháng 2 năm 2019   | Bắt đầu vòng bầu chọn cuối cùng                |
| Thứ Ba, ngày 19 tháng 2 năm 2019   | Kết thúc bầu chọn                              |
| Chủ Nhật, ngày 24 tháng 2 năm 2019 | Lễ trao giải Oscar lần thứ 91                  |

## Đoạt giải và đề cử
Danh sách đề cử giải Oscar lần thứ 91 được công bố vào lúc 5:20 sáng theo giờ PST (8:20 tối giờ Việt Nam) ngày 22 tháng 1 năm 2019 tại nhà hát Samuel Goldwyn ở Beverly Hills, California bởi 2 diễn viên Kumail Nanjiani và Tracee Ellis Ross.

### Các giải thưởng

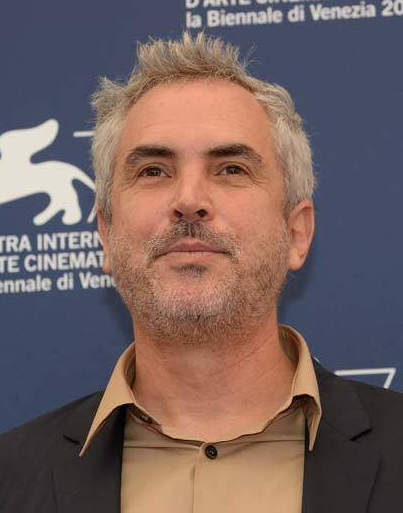
Alfonso Cuarón, chủ nhân của giải đạo diễn xuất sắc nhất, quay phim xuất sắc nhất và phim nói tiếng nước ngoài hay nhất

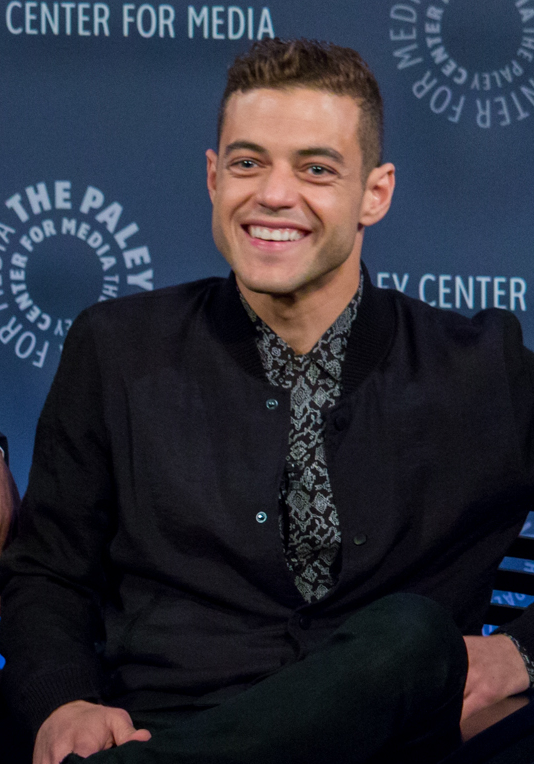
Rami Malek chủ nhân giải Nam diễn viên chính xuất sắc nhất

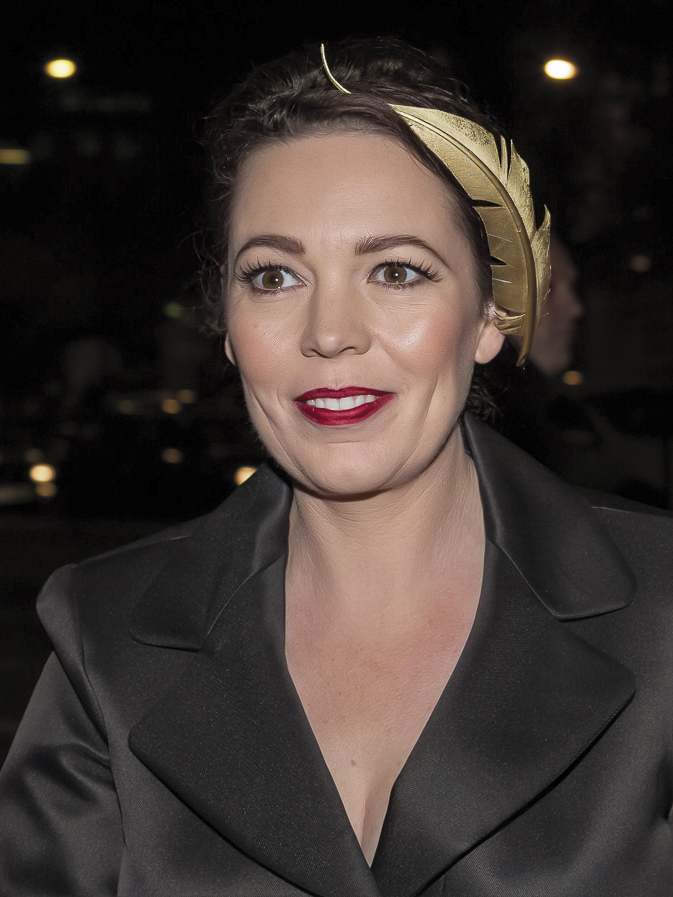
Olivia Colman, chủ nhân giải Nữ diễn viên chính xuất sắc nhất

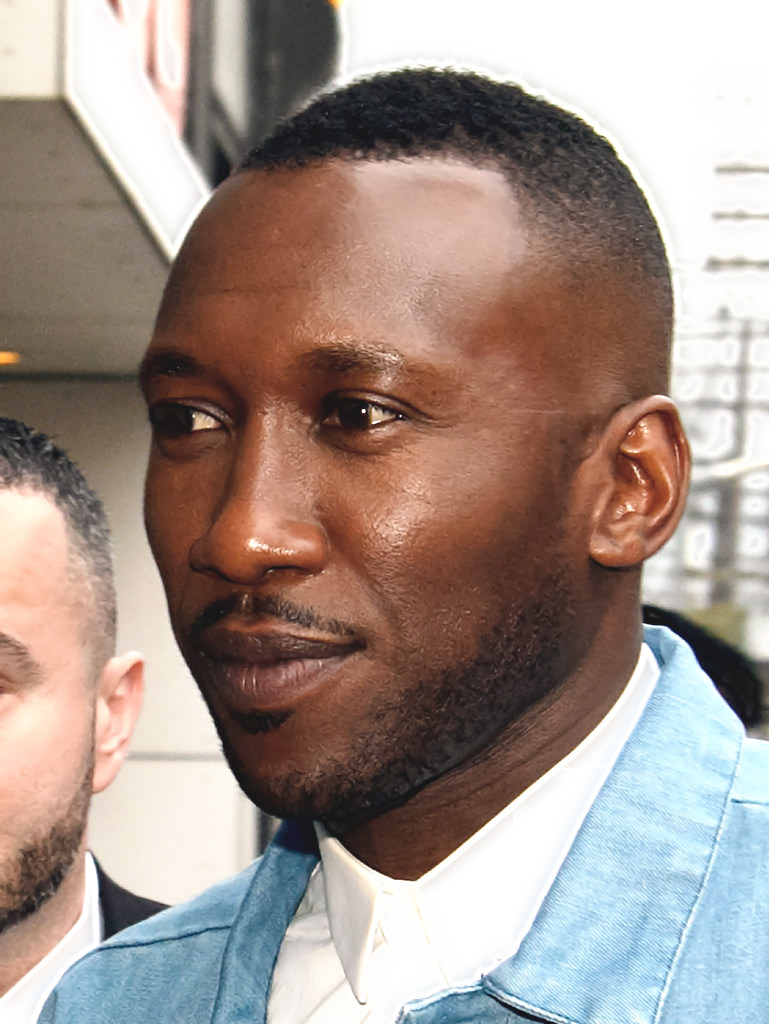
Mahershala Ali, chủ nhân giải Nam diễn viên phụ xuất sắc nhất

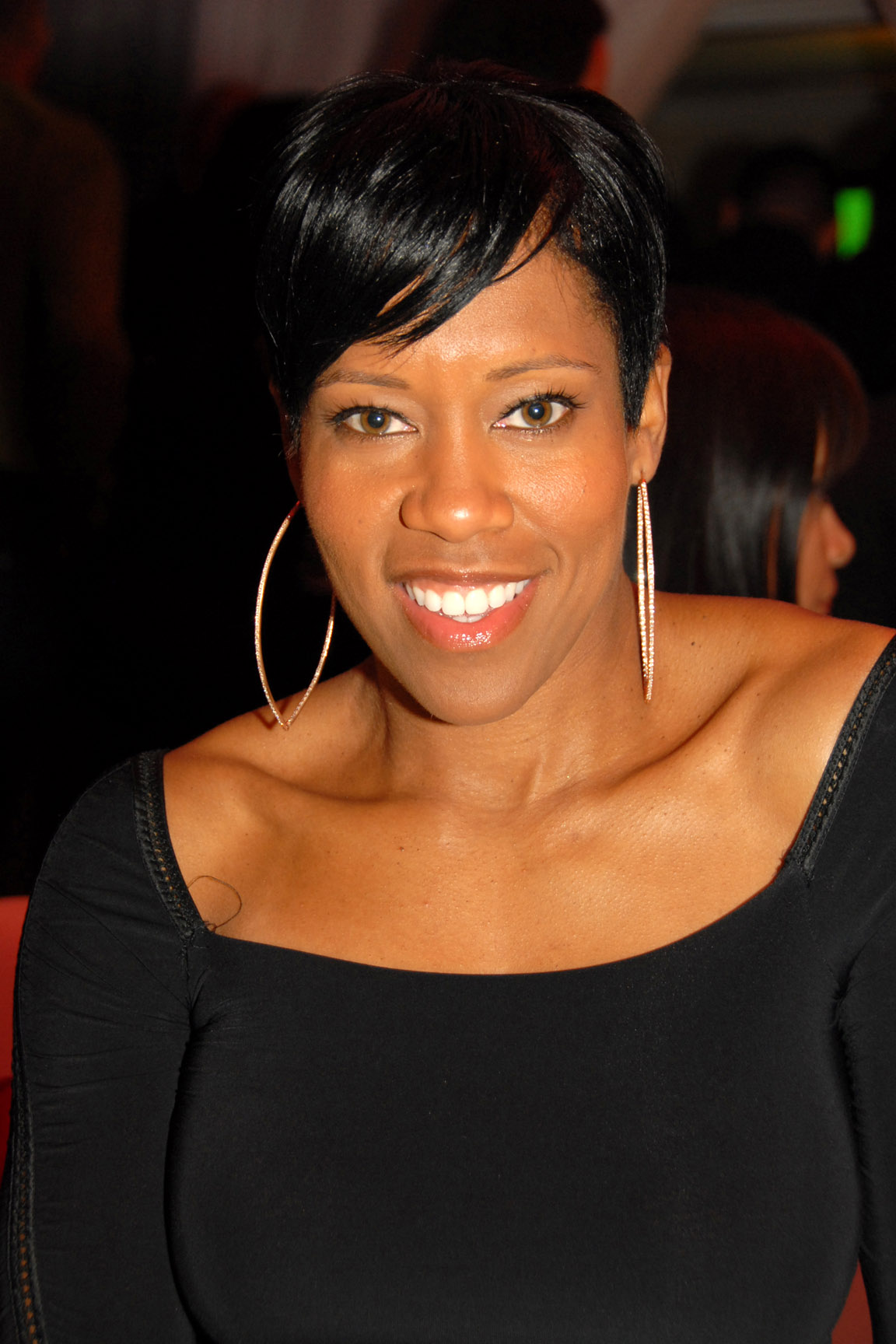
Regina King, chủ nhân giải Nữ diễn viên phụ xuất sắc nhất.

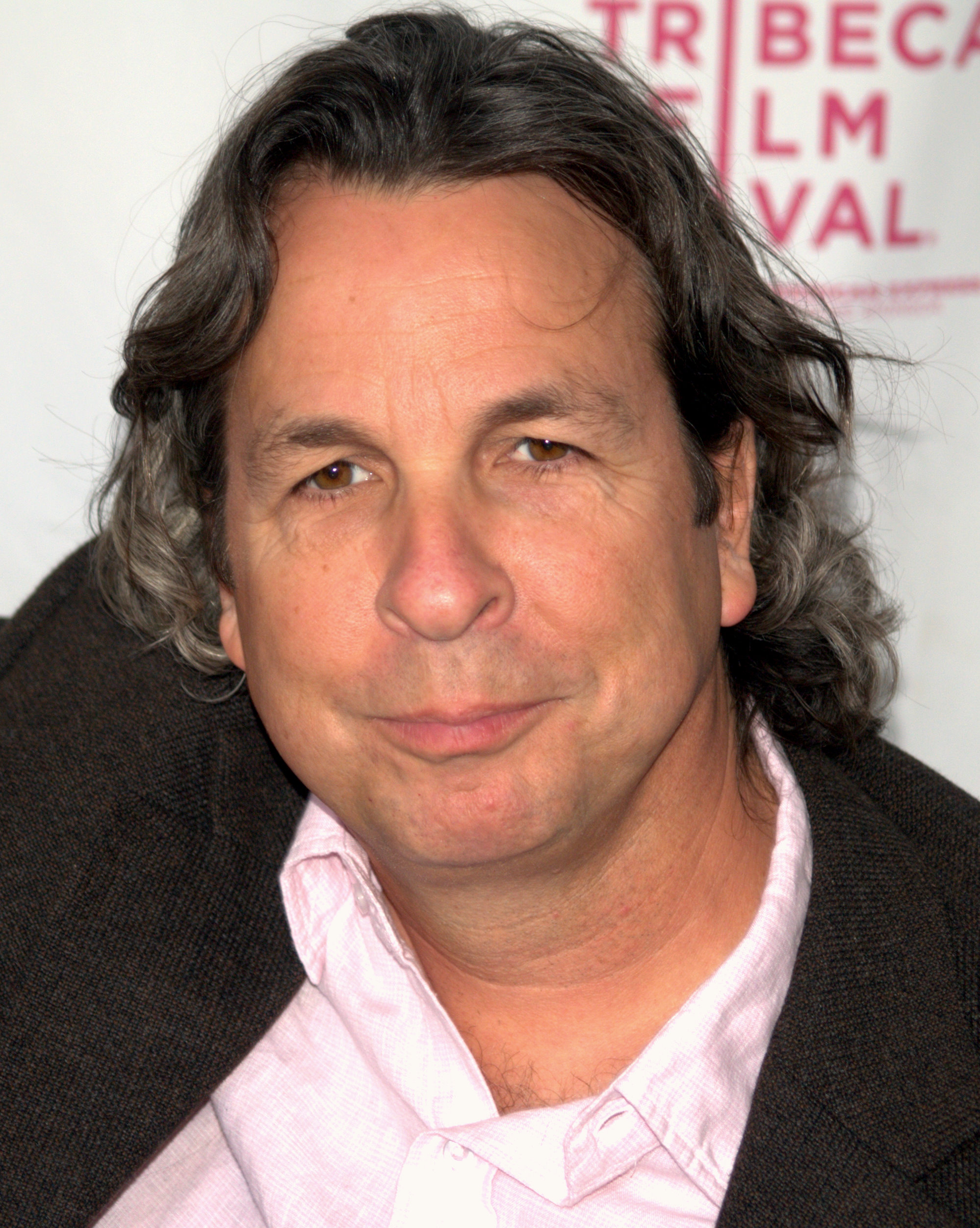
Peter Farrelly đồng chủ nhân giải Kịch bản gốc xuất sắc nhất.

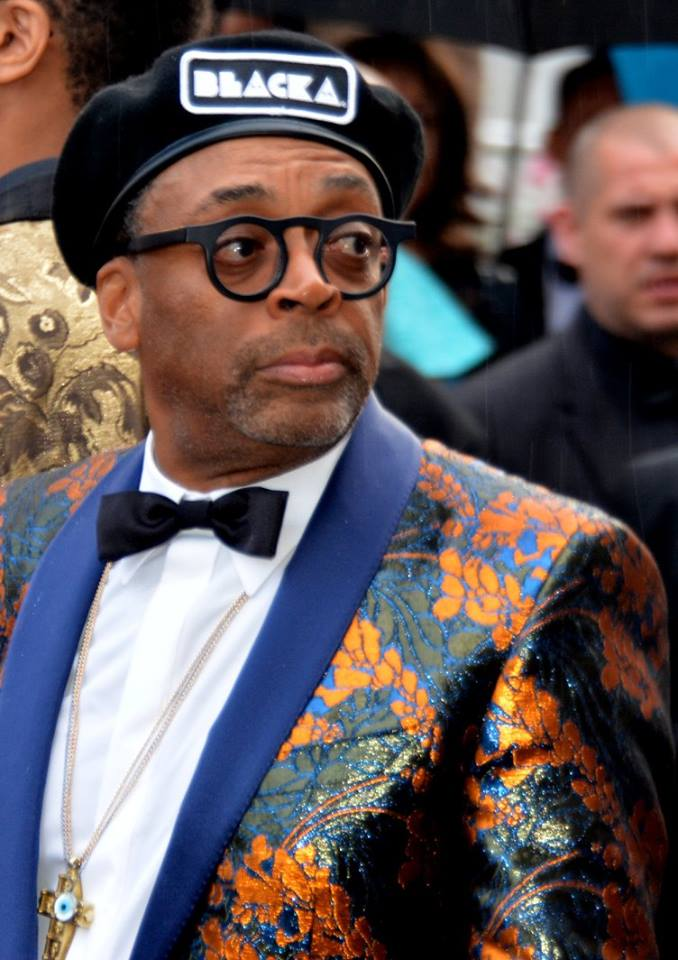
Spike Lee, đồng chủ nhân giải Kịch bản chuyển thể xuất sắc nhất.

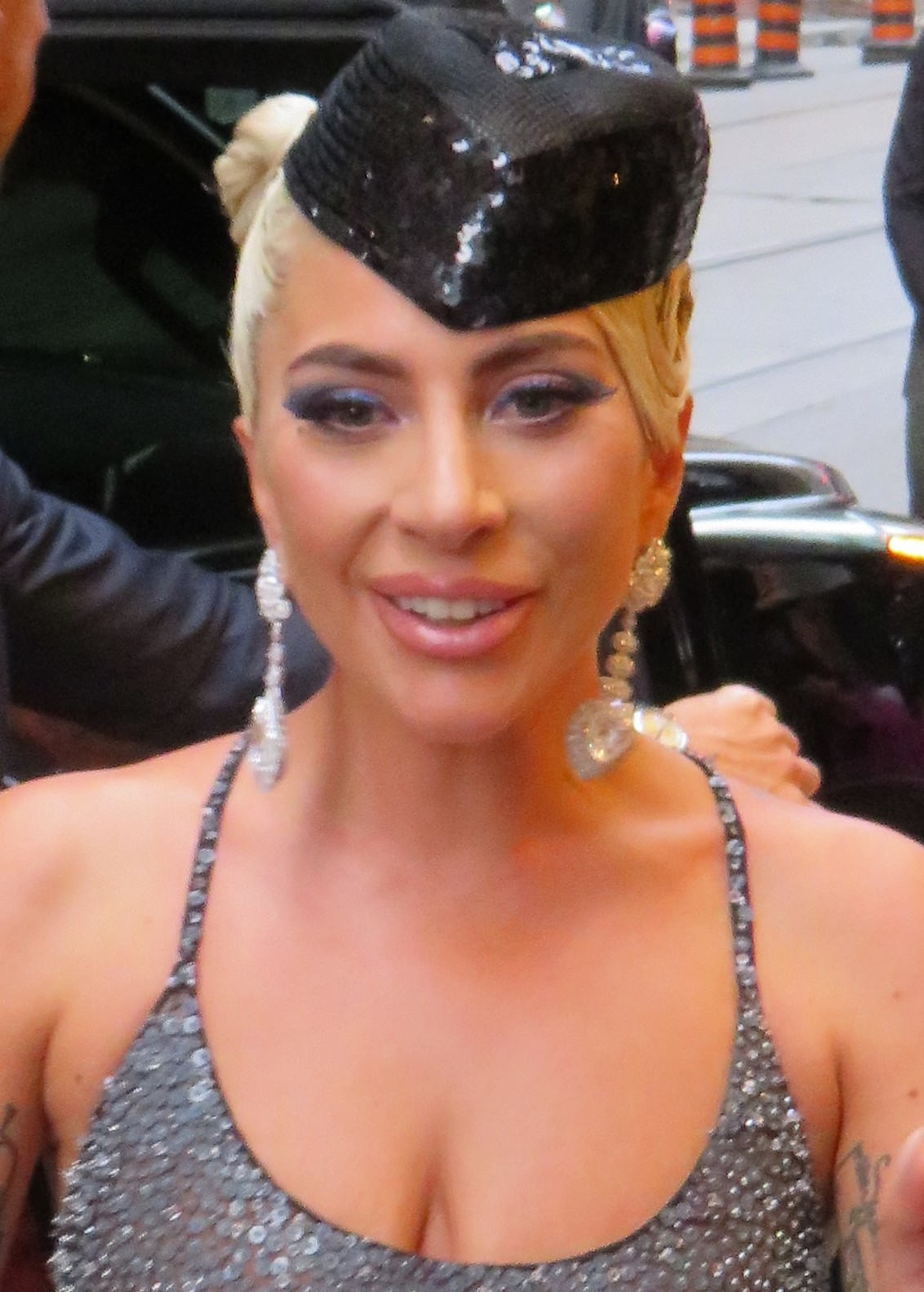
Lady Gaga, đồng chủ nhân giải Ca khúc trong phim hay nhất.

Tác phẩm/người chiến thắng được liệt kê đầu tiên và đánh dấu in đậm, bên cạnh hình một con dao găm đôi biểu thị (‡).
| Phim hay nhất - Green Book – Jim Burke, Charles B. Wessler, Brian Currie, Peter Farrelly và Nick Vallelonga‡ - Black Panther – Kevin Feige - BlacKkKlansman – Sean McKittrick, Jason Blum, Raymond Mansfield, Jordan Peele và Spike Lee - Bohemian Rhapsody – Graham King - The Favourite – Ceci Dempsey, Ed Guiney, Lee Magiday và Yorgos Lanthimos - Roma – Gabriela Rodriguez và Alfonso Cuarón - A Star Is Born – Bill Gerber, Bradley Cooper và Lynette Howell Taylor - Vice – Dede Gardner, Jeremy Kleiner, Adam McKay và Kevin J. Messick | Đạo diễn xuất sắc nhất - Alfonso Cuarón – Roma‡ - Spike Lee – BlacKkKlansman - Paweł Pawlikowski – Cold War - Yorgos Lanthimos – The Favourite - Adam McKay – Vice |
| Nam diễn viên chính xuất sắc nhất - Rami Malek – Bohemian Rhapsody vai Freddie Mercury‡ - Christian Bale – Vice vai Dick Cheney - Bradley Cooper – A Star Is Born vai Jackson "Jack" Maine - Willem Dafoe – At Eternity's Gate vai Vincent van Gogh - Viggo Mortensen – Green Book vai Frank "Tony Lip" Vallelonga | Nữ diễn viên chính xuất sắc nhất - Olivia Colman – The Favourite vai Anne I của Anh‡ - Yalitza Aparicio – Roma vai Cleodegaria "Cleo" Gutiérrez - Glenn Close – The Wife vai Joan Castleman - Lady Gaga – A Star Is Born vai Ally Maine - Melissa McCarthy – Can You Ever Forgive Me? vai Lee Israel |
| Nam diễn viên phụ xuất sắc nhất - Mahershala Ali – Green Book vai Don Shirley‡ - Adam Driver – BlacKkKlansman vai Philip "Flip" Zimmerman - Sam Elliott – A Star Is Born vai Bobby Maine - Richard E. Grant – Can You Ever Forgive Me? vai Jack Hock - Sam Rockwell – Vice vai George W. Bush | Nữ diễn viên phụ xuất sắc nhất - Regina King – If Beale Street Could Talk vai Sharon Rivers‡ - Amy Adams – Vice vai Lynne Cheney - Marina de Tavira – Roma vai Sofía - Emma Stone – The Favourite vai Abigail Masham - Rachel Weisz – The Favourite vai Sarah Churchill |
| Kịch bản gốc xuất sắc nhất - Green Book – Nick Vallelonga, Brian Currie và Peter Farrelly‡ - The Favourite – Deborah Davis và Tony McNamara - First Reformed – Paul Schrader - Roma – Alfonso Cuarón - Vice – Adam McKay | Kịch bản chuyển thể xuất sắc nhất - BlacKkKlansman – Charlie Wachtel & David Rabinowitz và Kevin Willmott & Spike Lee, dựa vào hồi ký cùng tên của Ron Stallworth‡ - The Ballad of Buster Scruggs – Joel Coen & Ethan Coen, dựa vào các truyện ngắn All Gold Canyon của Jack London, The Gal Who Got Rattled của Stewart Edward White, và các truyện ngắn của Joel Coen & Ethan Coen - Can You Ever Forgive Me? – Nicole Holofcener và Jeff Whitty, dựa vào hồi ký cùng tên của Lee Israel - If Beale Street Could Talk – Barry Jenkins, dựa vào tiểu thuyết cùng tên của James Baldwin - A Star Is Born – Eric Roth và Bradley Cooper & Will Fetters, dựa vào kịch bản của 2 bộ phim cùng tên của Moss Hart (1954) và Joan Didion, John Gregory Dunne & Frank Pierson (1976); dựa vào truyện của Robert Carson & William A. Wellman |
| Phim hoạt hình hay nhất - Người Nhện: Vũ trụ mới – Bob Persichetti, Peter Ramsey, Rodney Rothman, Phil Lord và Christopher Miller‡ - Gia đình siêu nhân 2 – Brad Bird, John Walker và Nicole Paradis Grindle - Đảo của những chú chó – Wes Anderson, Scott Rudin, Steven Rales và Jeremy Dawson - Mirai: Em gái đến từ tương lai – Mamoru Hosoda và Yūichirō Saitō - Wreck-It Ralph 2: Phá đảo thế giới ảo – Rich Moore, Phil Johnston và Clark Spencer                                                                                          | Phim nói tiếng nước ngoài hay nhất - Roma (México) nói tiếng Tây Ban Nha và tiếng Mixtec – Alfonso Cuarón‡ - Capernaum (Liban) nói tiếng Ả Rập – Nadine Labaki - Cold War (Ba Lan) nói tiếng tiếng Ba Lan và tiếng Pháp – Paweł Pawlikowski - Never Look Away (Đức) nói tiếng Đức – Florian Henckel von Donnersmarck - Shoplifters (Nhật Bản) nói tiếng Nhật – Hirokazu Kore-eda |
| Phim tài liệu hay nhất - Free Solo – Elizabeth Chai Vasarhelyi, Jimmy Chin, Evan Hayes và Shannon Dill‡ - Hale County This Morning, This Evening – RaMell Ross, Joslyn Barnes và Su Kim - Minding the Gap – Bing Liu và Diane Quon - Of Fathers and Sons – Talal Derki, Ansgar Frerich, Eva Kemme và Tobias N. Siebert - RBG – Betsy West và Julie Cohen | Phim tài liệu ngắn hay nhất - Period. End of Sentence. – Rayka Zehtabchi và Melissa Berton‡ - Black Sheep – Ed Perkins và Jonathan Chinn - End Game – Rob Epstein và Jeffrey Friedman - Lifeboat – Skye Fitzgerald và Bryn Mooser - A Night at The Garden – Marshall Curry |
| Phim ngắn hay nhất - Skin – Guy Nattiv và Jaime Ray Newman‡ - Detainment – Vincent Lambe và Darren Mahon - Fauve – Jérémy Comte và Maria Gracia Turgeon - Marguerite – Marianne Farley và Marie-Hélène Panisset - Mother – Rodrigo Sorogoyen và María del Puy Alvarado | Phim hoạt hình ngắn hay nhất - Bao – Domee Shi và Becky Neiman-Cobb‡ - Animal Behaviour – Alison Snowden và David Fine - Late Afternoon – Louise Bagnall và Nuria González Blanco - One Small Step – Andrew Chesworth và Bobby Pontillas - Weekends – Trevor Jimenez |
| Nhạc phim hay nhất - Black Panther – Ludwig Göransson‡ - BlacKkKlansman – Terence Blanchard - If Beale Street Could Talk – Nicholas Britell - Isle of Dogs – Alexandre Desplat - Mary Poppins trở lại – Marc Shaiman | Ca khúc trong phim hay nhất - "Shallow" trong phim Vì sao vụt sáng – Nhạc và Lời Lady Gaga, Mark Ronson, Anthony Rossomando và Andrew Wyatt‡ - "All the Stars" trong phim Black Panther: Chiến binh Báo Đen – Nhạc Mark Spears, Kendrick Lamar Duckworth và Anthony Tiffith; Lời Kendrick Lamar Duckworth, Anthony Tiffith và Solána Rowe - "I'll Fight" trong phim RBG – Nhạc và Lời Diane Warren - "The Place Where Lost Things Go" trong phim Mary Poppins trở lại – Nhạc và Lời Marc Shaiman và Scott Wittman - "When a Cowboy Trades His Spurs for Wings" trong phim The Ballad of Buster Scruggs – Nhạc và Lời David Rawlings và Gillian Welch |
| Biên tập âm thanh xuất sắc nhất - Bohemian Rhapsody – John Warhurst và Nina Hartstone‡ - Black Panther – Benjamin A. Burtt và Steve Boeddeker - First Man – Ai-Ling Lee và Mildred Iatrou Morgan - A Quiet Place – Ethan Van der Ryn và Erik Aadahl - Roma – Sergio Díaz và Skip Lievsay | Hòa âm hay nhất - Bohemian Rhapsody – Paul Massey, Tim Cavagin và John Casali‡ - Black Panther – Steve Boeddeker, Brandon Proctor và Peter J. Devlin - First Man – Jon Taylor, Frank A. Montaño, Ai-Ling Lee và Mary H. Ellis - Roma – Skip Lievsay, Craig Henighan và José Antonio García - A Star Is Born – Tom Ozanich, Dean Zupancic, Jason Ruder và Steve A. Morrow |
| Thiết kế sản xuất xuất sắc nhất - Black Panther – Thiết kế sản xuất: Hannah Beachler; Trang trí: Jay Hart‡ - The Favourite – Thiết kế sản xuất: Fiona Crombie; Trang trí: Alice Felton - First Man – Thiết kế sản xuất: Nathan Crowley; Trang trí: Kathy Lucas - Mary Poppins trở lại – Thiết kế sản xuất: John Myhre; Trang trí: Gordon Sim - Roma – Thiết kế sản xuất: Eugenio Caballero; Trang trí: Bárbara Enrı́quez | Quay phim xuất sắc nhất - Roma – Alfonso Cuarón‡ - Cold War – Łukasz Żal - The Favourite – Robbie Ryan - Never Look Away – Caleb Deschanel - A Star Is Born – Matthew Libatique |
| Hóa trang xuất sắc nhất - Vice – Greg Cannom, Kate Biscoe và Patricia Dehaney‡ - Border – Göran Lundström và Pamela Goldammer - Mary Queen of Scots – Jenny Shircore, Marc Pilcher và Jessica Brooks | Thiết kế phục trang đẹp nhất - Black Panther – Ruth E. Carter‡ - The Ballad of Buster Scruggs – Mary Zophres - The Favourite – Sandy Powell - Mary Poppins trở lại – Sandy Powell - Mary Queen of Scots – Alexandra Byrne |
| Dựng phim xuất sắc nhất - Bohemian Rhapsody – John Ottman‡ - BlacKkKlansman – Barry Alexander Brown - The Favourite – Yorgos Mavropsaridis - Green Book – Patrick J. Don Vito - Vice – Hank Corwin | Hiệu ứng hình ảnh xuất sắc nhất - First Man – Paul Lambert, Ian Hunter, Tristan Myles và J. D. Schwalm‡ - Avengers: Cuộc chiến vô cực – Dan DeLeeuw, Kelly Port, Russell Earl và Dan Sudick - Christopher Robin – Christopher Lawrence, Michael Eames, Theo Jones và Chris Corbould - Ready Player One: Đấu trường ảo – Roger Guyett, Grady Cofer, Matthew E. Butler và David Shirk - Solo: Star Wars ngoại truyện – Rob Bredow, Patrick Tubach, Neal Scanlan và Dominic Tuohy |

### Giải Governors
Viện Hàn lâm tổ chức lễ trao giải Governors thường niên lần thứ 10 vào ngày 18 tháng 11 năm 2018, bao gồm những giải sau:
Giải Oscar danh dự
- Cicely Tyson – Nữ diễn viên người Mỹ[8]
- Lalo Schifrin – Nhà soạn nhạc người Mỹ gốc Argentina[9]
- Marvin Levy – Nhà quảng bá phim người Mỹ[10]

Giải tưởng niệm Irving G. Thalberg
- Kathleen Kennedy – Nhà sản xuất người Mỹ[11]
- Frank Marshall – Nhà sản xuất người Mỹ[12]

## Phim có nhiều chiến thắng và đề cử

### Phim giành nhiều đề cử và giải thưởng
| Số lượng đề cử | Phim                         |
| -------------- | ---------------------------- |
| 10             | The Favourite                |
| 10             | Roma                         |
| 8              | A Star Is Born               |
| 8              | Vice                         |
| 7              | Black Panther                |
| 6              | BlacKkKlansman               |
| 5              | Bohemian Rhapsody            |
| 5              | Green Book                   |
| 4              | First Man                    |
| 4              | Mary Poppins trở lại         |
| 3              | The Ballad of Buster Scruggs |
| 3              | Can You Ever Forgive Me?     |
| 3              | Cold War                     |
| 3              | If Beale Street Could Talk   |
| 2              | Isle of Dogs                 |
| 2              | Mary Queen of Scots          |
| 2              | Never Look Away              |
| 2              | RBG                          |

| Wins | Phim              |
| ---- | ----------------- |
| 4    | Bohemian Rhapsody |
| 3    | Black Panther     |
| 3    | Green Book        |
| 3    | Roma              |

### Hãng phim có nhiều đề cử
| Số lượng đề cử | Hãng phim              |
| -------------- | ---------------------- |
| 17             | Disney                 |
| 15             | Fox Searchlight        |
| 14             | Netflix                |
| 11             | Annapurna Pictures     |
| 9              | Universal              |
| 9              | Warner Bros.           |
| 8              | Focus Features         |
| 5              | 20th Century Fox       |
| 4              | Magnolia               |
| 4              | Sony Pictures Classics |
| 3              | Amazon Studios         |

## Người công bố giải và người biểu diễn
Các cá nhân sau đây được liệt kê theo thứ tự xuất hiện, công bố giải thưởng hoặc biểu diễn âm nhạc.

### Người công bố giải
| Tên                                | Vai trò |
| ---------------------------------- | --- |
| Randy Thomas                       | Dẫn chương trình thảm đỏ Oscar lần thứ 91                                                                           |
| Tina Fey Amy Poehler Maya Rudolph  | Dẫn chương trình phần trao giải Nữ diễn viên phụ xuất sắc nhất                                                      |
| Helen Mirren Jason Momoa           | Dẫn chương trình phần trao giải Phim tài liệu hay nhất                                                              |
| Tom Morello                        | Dẫn chương trình giới thiệu phim Vice tranh giải Phim hay nhất                                                      |
| Elsie Fisher Stephan James         | Dẫn chương trình phần trao giải Hóa trang xuất sắc nhất                                                             |
| Brian Tyree Henry Melissa McCarthy | Dẫn chương trình phần trao giải Thiết kế phục trang đẹp nhất                                                        |
| Chris Evans Jennifer Lopez         | Dẫn chương trình phần trao giải Thiết kế sản xuất xuất sắc nhất                                                     |
| Tyler Perry                        | Dẫn chương trình phần trao giải Quay phim xuất sắc nhất                                                             |
| Emilia Clarke                      | Giới thiệu phần trình diễn bài hát đề cử "I'll Fight" cho Ca khúc trong phim hay nhất                               |
| Serena Williams                    | Dẫn chương trình giới thiệu phim A Star Is Born tranh giải Phim hay nhất                                            |
| Danai Gurira James McAvoy          | Dẫn chương trình phần trao giải Hòa âm hay nhất và Biên tập âm thanh xuất sắc nhất                                  |
| Queen Latifah                      | Dẫn chương trình giới thiệu phim The Favourite tranh giải Phim hay nhất                                             |
| Javier Bardem Angela Bassett       | Dẫn chương trình phần trao giải Phim nói tiếng nước ngoài hay nhất                                                  |
| Keegan-Michael Key                 | Giới thiệu phần trình diễn bài hát đề cử "The Place Where Lost Things Go" cho Ca khúc trong phim hay nhất           |
| Trevor Noah                        | Dẫn chương trình giới thiệu phim Black Panther tranh giải Phim hay nhất                                             |
| Michael Keaton                     | Dẫn chương trình phần trao giải Dựng phim xuất sắc nhất                                                             |
| Daniel Craig Charlize Theron       | Dẫn chương trình phần trao giải Nam diễn viên phụ xuất sắc nhất                                                     |
| Laura Dern                         | Người trình bày một bài thuyết trình đặc biệt để làm nổi bật Bảo tàng Phim ảnh Viện hàn lâm                         |
| Pharrell Williams Michelle Yeoh    | Dẫn chương trình phần trao giải Phim hoạt hình hay nhất                                                             |
| Kacey Musgraves                    | Giới thiệu phần trình diễn bài hát đề cử "When a Cowboy Trades His Spurs for Wings" cho Ca khúc trong phim hay nhất |
| Dana Carvey Mike Myers             | Dẫn chương trình giới thiệu phim Bohemian Rhapsody tranh giải Phim hay nhất                                         |
| Awkwafina John Mulaney             | Dẫn chương trình phần trao giải Phim hoạt hình ngắn hay nhất và Phim tài liệu ngắn hay nhất                         |
| José Andrés Diego Luna             | Dẫn chương trình giới thiệu phim Roma tranh giải Phim hay nhất                                                      |
| Sarah Paulson Paul Rudd            | Dẫn chương trình phần trao giải Hiệu ứng hình ảnh xuất sắc nhất                                                     |
| KiKi Layne Krysten Ritter          | Dẫn chương trình phần trao giải Phim ngắn hay nhất                                                                  |
| Samuel L. Jackson Brie Larson      | Dẫn chương trình phần trao giải Kịch bản gốc xuất sắc nhất và Kịch bản chuyển thể xuất sắc nhất                     |
| Michael B. Jordan Tessa Thompson   | Dẫn chương trình phần trao giải Nhạc phim hay nhất                                                                  |
| Chadwick Boseman Constance Wu      | Dẫn chương trình phần trao giải Ca khúc trong phim hay nhất                                                         |
| John Bailey (AMPAS president)      | Dẫn chương trình trong phần "Tưởng nhớ"                                                                             |
| Barbra Streisand                   | Dẫn chương trình giới thiệu phim BlacKkKlansman tranh giải Phim hay nhất                                            |
| Allison Janney Gary Oldman         | Dẫn chương trình phần trao giải Nam diễn viên chính xuất sắc nhất                                                   |
| John Lewis Amandla Stenberg        | Dẫn chương trình giới thiệu phim Green Book tranh giải Phim hay nhất                                                |
| Frances McDormand Sam Rockwell     | Dẫn chương trình phần trao giải Nữ diễn viên chính xuất sắc nhất                                                    |
| Guillermo del Toro                 | Dẫn chương trình phần trao giải Đạo diễn xuất sắc nhất                                                              |
| Julia Roberts                      | Dẫn chương trình phần trao giải Phim hay nhất                                                                       |

### Performers
| Tên                          | Vai trò                | Trình diễn                                                                 |
| ---------------------------- | ---------------------- | -------------------------------------------------------------------------- |
| Rickey Minor                 | Nhạc sĩ và nhạc trưởng | Dàn nhạc giải Oscar                                                        |
| Queen + Adam Lambert         | Biểu diễn              | "We Will Rock You" & "We Are the Champions"                                |
| Jennifer Hudson              | Biểu diễn              | "I'll Fight" từ RBG                                                        |
| Bette Midler                 | Biểu diễn              | "The Place Where Lost Things Go" từ Mary Poppins Returns                   |
| David Rawlings Gillian Welch | Biểu diễn              | "When a Cowboy Trades His Spurs for Wings" từ The Ballad of Buster Scruggs |
| Bradley Cooper Lady Gaga     | Biểu diễn              | "Shallow" from A Star Is Born                                              |
| Los Angeles Philharmonic     | Biểu diễn              | "Leaving Home" bởi John Williams từ Superman, trong lễ tưởng niệm hàng năm |

## Thông tin lễ trao giải
Vào tháng 8 năm 2018, Học viện đã công bố kế hoạch bổ sung một hạng mục mới tôn vinh thành tích phim với tên "Phim nổi tiếng". Đề xuất này đã vấp phải sự chỉ trích rộng rãi, vì trọng tâm của giải thưởng dành cho các bộ phim bom tấn được coi là hạ thấp đối với các bộ phim nghệ thuật và các hình ảnh không chính thống khác (với tiêu đề cho thấy những bộ phim đó không "phổ biến"), và rằng nó có thể giảm bớt cơ hội cho các bộ phim chính thống thành công được đề cử cho Phim hay nhất (cụ thể là Black Panther, mặc dù Viện hàn lâm tuyên bố rằng một bộ phim duy nhất có thể được đề cử ở cả hai hạng mục) và là một mưu đồ để tăng xếp hạng cho phim. Học viện đã thông báo vào tháng sau rằng họ sẽ hoãn danh mục mới để tìm kiếm thêm đầu vào. Chủ tịch Viện hàn lâm John Bailey thừa nhận rằng hạng mục được đề xuất nhằm giúp cải thiện lượng người xem và lưu ý rằng khái niệm giải thưởng riêng dành cho phim thương mại đã có từ Giải Oscar lần thứ 1 (có các hạng mục riêng cho "Phim xuất sắc" và "Chất lượng nghệ thuật độc đáo nhất").
Vào tháng 1 năm 2019, có thông báo rằng là một phần trong nỗ lực rút ngắn buổi lễ, chỉ có hai trong số những đề cử cho Bài hát hay nhất ("All the Stars" và "Shallow") sẽ được trình diễn trực tiếp. Sau phản ứng tiêu cực từ khán giả và các nhạc sĩ trong ngành bao gồm Lin-Manuel Miranda và các thành viên của ngành âm nhạc, Viện hàn lâm đã quay lại và thông báo rằng tất cả năm bài hát sẽ được trình diễn (mặc dù Variety sau đó đã báo cáo rằng "All the Stars" sẽ không được biểu diễn do các vấn đề "hậu cần và thời gian" với người biểu diễn bài hát).
Tháng sau, Viện hàn lâm tuyên bố rằng việc trao các giải thưởng cho Quay phim xuất sắc nhất, Phim ngắn hay nhất, Dựng phim xuất sắc nhất và Hóa trang xuất sắc nhất sẽ diễn ra trong giờ nghỉ thương mại. Quyết định này đã nhận được phản ứng dữ dội từ khán giả và từ các nhà làm phim bao gồm Guillermo del Toro, Christopher Nolan, Martin Scorsese, Quentin Tarantino, Damien Chazelle, Spike Lee, Joe Dante và Alfonso Cuarón (người sau đó được đề cử và giành chiến thắng). Bốn ngày sau, Viện đã đảo ngược quyết định và thông báo rằng tất cả 24 hạng mục sẽ được trình bày trực tiếp. Hai nhà sản xuất Michael De Luca và Jennifer Todd từ chối trở lại vai trò dẫn chương trình lễ trao giải Oscar lần thứ 91 sau 2 năm sụt giảm về số lượng người xem và nhận được những đánh giá trái chiều về chất lượng buổi lễ. Donna Gigliotti và Glenn Weiss được chọn để thay thế vị trí này.

### Lựa chọn người dẫn
Lễ trao giải Oscar lần thứ 90 năm 2018 có xếp hạng Nielsen thấp nhất mọi thời đại, với chưa đến một nửa trong số 57,25 triệu người xem của năm 70. Vào tháng 10 năm 2018, Viện hàn lâm đã yêu cầu Dwayne Johnson tổ chức buổi lễ thứ 91, tin rằng sự nổi tiếng của diễn viên được trả lương cao nhất Hollywood sẽ giúp tăng lượng khán giả. Johnson ngay lập tức bắt đầu lên kế hoạch cho những gì anh mô tả là chương trình "dành cho khán giả đầu tiên", nhưng không thể thay đổi lịch trình quay phim Hobbs & Shaw và phần tiếp theo của Jumanji.
Sau khi xem xét sử dụng người dẫn cho mỗi ba giờ, vào ngày 4 tháng 12 năm 2018, Viện hàn lâm đã thông báo rằng Kevin Hart sẽ tổ chức buổi lễ. Hart bày tỏ rằng đó thực sự là một vinh dự và hồi hộp khi được yêu cầu tổ chức Giải Oscar. "Một cuộc tranh cãi đã xuất hiện khi những câu chuyện cười và bình luận trước đây của Hart được phát hiện có chứa những lời lẽ và ngôn ngữ chống đồng tính nam; vào ngày 6 tháng 12, anh ta tuyên bố không muốn trở thành một "kẻ gây xao lãng" cho buổi lễ trong việc tổ chức chương trình.
Vào ngày 9 tháng 1 năm 2019, có thông tin rằng Viện hàn lâm đã lên kế hoạch tổ chức buổi lễ mà không có người dẫn chương trình mà thay vào đó đã chọn những người thuyết trình giới thiệu các phân đoạn và giải thưởng. Không có người dẫn mới thay thế nào được công bố và nó đã trở thành buổi lễ đầu tiên mà không có người dẫn chương trình được chỉ định kể từ Lễ trao giải Oscar lần thứ 61 năm 1989.

### Phim đại chúng hay nhất
Ngày 8 tháng 8 năm 2018, Viện Hàn lâm Khoa học và Nghệ thuật Điện ảnh tuyên bố thành lập một hạng mục hoàn toàn mới, Giải Oscar cho phim đại chúng hay nhất, nhằm vinh danh những tác phẩm điện ảnh đại chúng xuất sắc nhất năm. Hạng mục này vấp phải nhiều chỉ trích, khiến Viện Hàn lâm ngay sau đó phải tuyên bố hoãn trao giải cho hạng mục này để xem xét thêm.

### Doanh thu phòng vé của các phim được đề cử
| Phim              | Trước đê cử (trước 22.1) | Sau đề cử (22.1– 24.2) | Sau lễ trao giải (sau 24.2) | Tổng cộng       |
| ----------------- | ------------------------ | ---------------------- | --------------------------- | --------------- |
| Black Panther     | 700,1 triệu USD          | –                      | –                           | 700,1 triệu USD |
| A Star Is Born    | 204,8 triệu USD          | 1,5 triệu USD          | –                           | 206,3 triệu USD |
| Bohemian Rhapsody | 202,5 triệu USD          | 3,3 triệu USD          | –                           | 205,8 triệu USD |
| Green Book        | 42,5 triệu USD           | 6,5 triệu USD          | –                           | 49 triệu USD    |
| BlacKkKlansman    | 48,5 triệu USD           | –                      | –                           | 48,5 triệu USD  |
| Vice              | 39,5 triệu USD           | 2,6 triệu USD          | –                           | 42,1 triệu USD  |
| The Favourite     | 23 triệu USD             | 3,1 triệu USD          | –                           | 26,1 triệu USD  |
| Roma              | —                        |                        |                             |                 |
| Tổng cộng         | 1,278 tỉ USD             | 17,1 triệu USD         | –                           | 1,265 tỉ USD    |
| Trung bình        | 157,6 triệu USD          | 2,4 triệu USD          | –                           | 182,6 triệu USD |

Tính đến thời điểm công bố các đề cử vào ngày 22 tháng 1 năm 2019, 8 bộ phim được đề cử cho hạng mục Phim hay nhất có tổng doanh thu phòng vé tại thị trường Bắc Mỹ là 1,261 tỉ USD, cao nhất kể từ lễ trao giải Oscar lần thứ 83 năm 2011. Doanh thu trung bình của 8 phim này là 157 triệu USD/phim dù chỉ có 3 phim trong số này (Black Panther, A Star Is Born và Bohemian Rhapsody) có doanh thu trên 50 triệu USD.
Có 32 đề cử được dành cho 12 phim nằm trong danh sách 50 phim đạt doanh thu cao nhất năm 2018. Trong số đó, chỉ có 6 phim là Black Panther (1), Incredibles 2 (3), A Star Is Born (12), Bohemian Rhapsody (13), Ralph Breaks the Internet (14), và Spider-Man: Into the Spider-Verse (18) được đề cử cho một trong các hạng mục quan trọng bao gồm Phim hay nhất, Phim hoạt hình hay nhất, và các hạng mục dành cho đạo diễn, diễn viên và biên kịch. Các phim còn lại trong danh sách 50 phim đạt doanh thu cao nhất được đề cử gồm có Avengers: Infinity War (2), Solo: A Star Wars Story (10), A Quiet Place (15), Mary Poppins Returns (19), Ready Player One (24), và Christopher Robin (34).

### Xếp hạng
Truyền hình Mỹ đã thu hút 29,6 triệu người xem ở Hoa Kỳ, tăng 12% lượng người xem so với lễ trao giải năm 2018 (là giải thưởng được đánh giá thấp nhất của Viện hàn lâm cho đến nay). Chương trình cũng thu hút xếp hạng 7,7 cho nhân khẩu học 18-49.

## Tưởng nhớ
Phân khúc Tưởng nhớ hàng năm được giới thiệu bởi Chủ tịch của Viện Hàn lâm John Bailey với Gustavo Dudamel
Phân khúc vinh danh các nghệ sĩ sau đây:
- Susan Anspach - nữ diễn viên
- Ermanno Olmi - đạo diễn, nhà văn
- Richard Greenberg - nhà thiết kế tiêu đề, hiệu ứng hình ảnh
- John N. Carter - biên tập phim
- John Morris - nhà soạn nhạc
- Bernardo Bertolucci - đạo diễn, nhà văn
- Michel Legrand - nhà soạn nhạc
- Margot Kidder - nữ diễn viên
- Alixe Gordin - đạo diễn casting
- Neil Simon - nhà văn
- Richard H. Kline - nhà quay phim
- Vittorio Taviani - đạo diễn, nhà văn
- Elizabeth Sung - nữ diễn viên
- Françoir Bonnot - biên tập phim
- Burt Reynolds - diễn viên, đạo diễn
- Kitty O'Neil - diễn viên đóng thế
- Pablo Ferro - nhà thiết kế tiêu đề, họa sĩ đồ họa
- Samuel Hadida - nhà sản xuất, phân phối, điều hành
- Raymond Chow - nhà sản xuất, điều hành
- Pierre Rissient - nhà báo, nhà phân phối, nhà sản xuất
- Anne V. Coates - biên tập phim
- Paul Bloch - nhà báo
- Shinobu Hashimoto - nhà văn
- Richard Marks - biên tập phim
- Stéphane Audran - nữ diễn viên
- Robby Müller - nhà quay phim
- Craig Zadan - nhà sản xuất
- Barbara Harris - nữ diễn viên
- Claude Lanzmann - nhà tổng hợp tài liệu, đạo diễn
- Martin Bregman - nhà sản xuất, quản lý
- Nelson Pereira dos Santos - đạo diễn
- Will Vinton - nhà làm phim hoạt hình
- Miloš Forman - đạo diễn
- Witold Sobociński - nhà quay phim
- Daniel C. Striepeke - chuyên gia trang điểm
- Penny Marshall - đạo diễn, nhà sản xuất, nữ diễn viên
- Isao Takahata - đạo diễn hoạt hình
- Stephen Vaughan - nhiếp ảnh gia
- Stan Lee - tác giả truyện tranh, nhà sản xuất điều hành
- William Goldman - nhà văn
- John M. Dwyer - nhà thiết lập trang trí
- Tab Hunter - diễn viên
- Yvonne Blake - nhà thiết kế trang phục
- Nicolas Roeg - đạo diễn, nhà quay phim
- James Karen - diễn viên
- Gregg Rudloff - người phối âm thanh
- Gloria Katz - nhà văn, nhà sản xuất
- Bruno Ganz - diễn viên
- Audrey Wells - nhà văn, đạo diễn
- Albert Finney - diễn viên